# Franklin (Louisiana)
Franklin is een plaats (city) in de Amerikaanse staat Louisiana, en valt bestuurlijk gezien onder St. Mary Parish.

## Demografie
Bij de volkstelling in 2000 werd het aantal inwoners vastgesteld op 8354.
In 2006 is het aantal inwoners door het United States Census Bureau geschat op 7879, een daling van 475 (-5.7%).

## Geografie
Volgens het United States Census Bureau beslaat de plaats een oppervlakte van
27,1 km², waarvan 26,8 km² land en 0,3 km² water. Franklin ligt op ongeveer 2 m boven zeeniveau.

## Plaatsen in de nabije omgeving
De onderstaande figuur toont nabijgelegen plaatsen in een straal van 28 km rond Franklin.